# La Saussaye
La Saussaye ist eine französische Gemeinde mit 1.914 Einwohnern (Stand: 1. Januar 2022) im Département Eure in der Region Normandie. Sie gehört zum Arrondissement Bernay und zum Kanton Grand Bourgtheroulde. Die Einwohner werden Saulcéens genannt.

## Geografie
La Saussaye liegt in Nordfrankreich etwa 21 Kilometer südsüdwestlich von Rouen am Flüsschen Oison. Umgeben wird La Saussaye von den Nachbargemeinden Elbeuf im Norden und Osten, Saint-Cyr-la-Campagne im Osten und Südosten, Saint-Germain-de-Pasquier im Südosten und Süden, Le Bec-Thomas im Süden und Südwesten, Saint-Pierre-des-Fleurs im Südwesten und Westen sowie Le Thuit-Anger im Westen und Nordwesten.

## Bevölkerungsentwicklung
| Jahr                       | 1962 | 1968 | 1975 | 1982 | 1990 | 1999 | 2006 | 2012 | 2019 |
| Einwohner                  | 773  | 1370 | 1542 | 1502 | 1840 | 1954 | 1932 | 1876 | 1890 |
| Quellen: Cassini und INSEE |      |      |      |      |      |      |      |      |      |

## Kultur und Sehenswürdigkeiten
- Kirche Saint-Martin

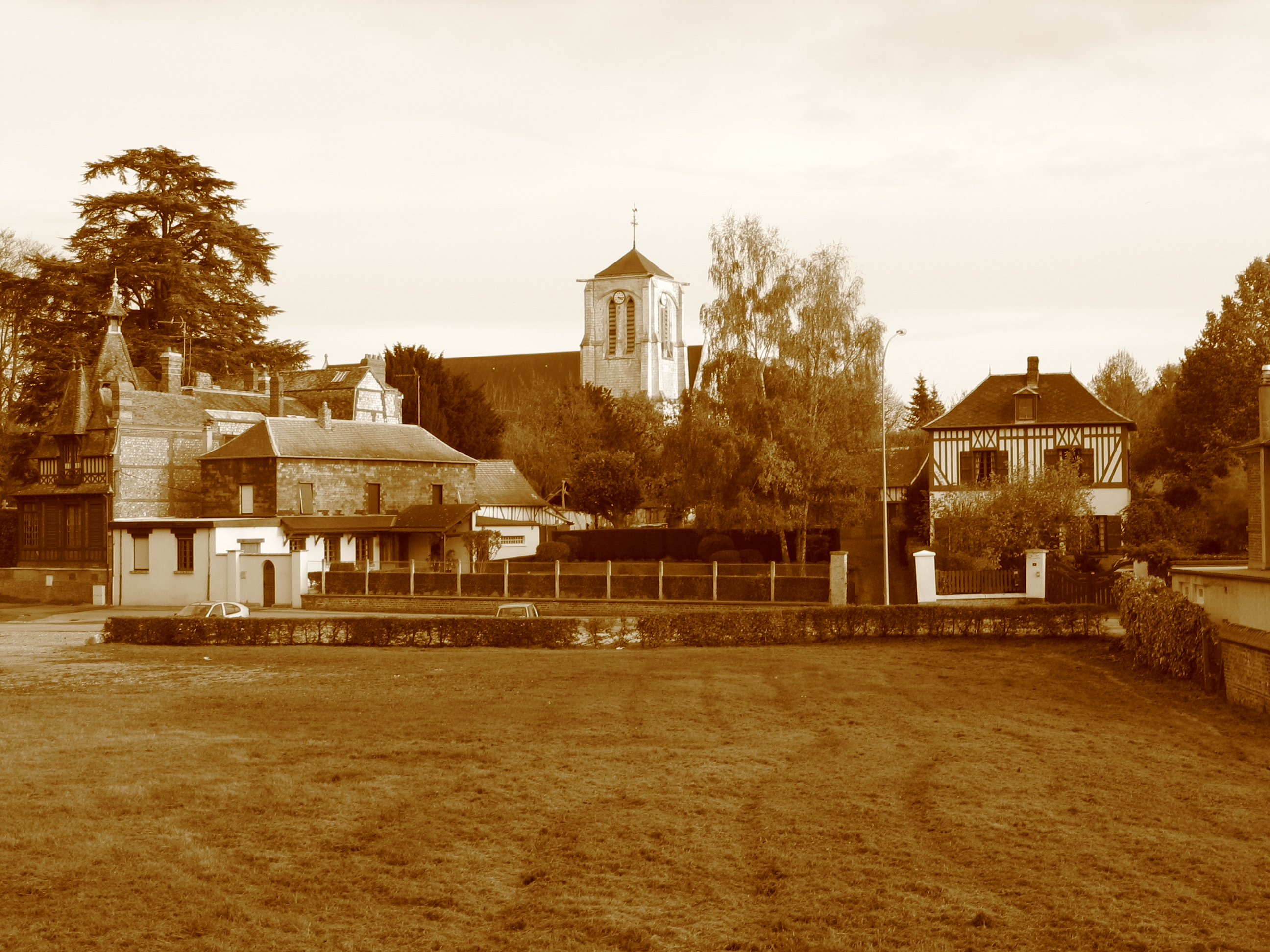
Kollegium Saint-Louis

- Kollegium Saint-Louis, im 12. Jahrhundert von Baron Guillaume d’Harcourt von Elbeuf gegründet und von 1307 bis 1317 erbaut, Umbauten im 12. und 16. Jahrhundert, 1875 nach einem Brand wiedererrichtet
- Herrenhaus Saint-Nicolas

## Persönlichkeiten
- Maria von Jülich-Geldern, geborene Marie d’Harcourt (1380–um 1434), ab 1405 Herzogin von Jülich und Geldern, Auftraggeberin des Maria-von-Geldern-Stundenbuchs